# Johann Paul L’Estocq
Johann Paul L’Estocq (auch: Jean Paul Lestocq; * 21. Mai 1686 in Celle; † 9. November 1726 in Breslau, Fürstentum Breslau) war ein französisch-deutscher praktischer Arzt.

## Leben
Johann Paul L’Estocq entstammte dem alten französischen Adelsgeschlecht L’Estocq. Er war der älteste Sohn des im Zuge der Vertreibung der Hugenotten aus Frankreich emigrierten und in Celle niedergelassenen Herzoglichen, später Kurfürstlich Braunschweig-Lüneburgischen Oberchirurgen Jean von L’Estocq und dessen Ehefrau Judith Colin (1653–1732). Er war der erste im Kirchenbuch der Celler reformierten Gemeinde verzeichnete Täufling, der ebenso wie seine sieben Geschwister von dem Pfarrer Louis Suzannet de la Forest getauft wurde. Paten bei der Taufe am 24. Mai 1686 waren Paul Formé aus Berlin, erster Chirurg des Kurfürsten von Brandenburg, und der ebenfalls aus Berlin stammende Kaufmann Paul Colin – ein Verwandter von L’Estocqs Mutter. Deren Taufzeuge war der Celler Regimentschirurg François Tessier. Eine weitere Patin war Madeleine Franke.
L’Estocq studierte Medizin und promovierte am 5. Oktober 1715 an der Universität Groningen zum Dr. med. Anschließend praktizierte er erst in Hannover, dann in Hamburg, bevor er zum Stadtphysikus von Boizenburg berufen wurde. Als solchen bestätigte ihn Herzog Karl Leopold am 5. Juli 1718.
L’Estocq heiratete die elf Jahre ältere Johanna Wosegin (1675–1726), Tochter eines in Königsberg tätigen Professors.
Er starb in Breslau als Hauptmann im Alter von nur 40 Jahren.

## Schriften
- Dissertatio medica inauguralis de peripneumonia ..., Groningae, Ex officina Johannis a Velsen, 1715.